# Кайзерлинг, Евгений фон
Евгений фон Кайзерлинг (Eugen von Keyserling; 1832—1889) — балтийский немец по происхождению, немецкий натуралист,  одним из самых значимых арахнологов XIX века.

## Биография
Его родителями были Карл фон Кейзерлингк (16 февраля 1809—21 июля 1893 г.) и его первая жена Теофил Александрин Теодор Жюли Оттилия Амалия фон дер Ропп (3 марта 1813—23 декабря 1841). Его брат Отто Юлиус Гюго (8 сентября 1833—15 марта 1903) был полномочным представителем (Landesbevollmächtigter) Курляндского рыцарства.
Кайзерлинг изучал камеральные науки и зоологию в Дерптском университете. Он участвовал в русских экспедициях на Кавказ и, в частности, в 1858—1859 годах в научной экспедиции в Хорасан. В рамках этой экспедиции он описал не только пауков, но и иранские виды пресноводных рыб (к примеру, Squalius latus). Он объехал Англию, Францию и Алжир. В это время он познакомился со своей будущей женой Маргарете, дочерью историка и баварского посла в Женеве Вильгельма фон Дённигеса. В качестве посредника вместе с Вильгельмом Арндтом он был также причастен к предыстории дуэли между Фердинандом Лассалем и румынским князем Янко фон Раковица в 1864 году около Женевы. После своей женитьбы в 1864 году на дочери Дённигеса, Кайзерлинг оставил план переезда в Америку и приобрёл поместье в Нижней Силезии, чтобы заняться там сельским хозяйством. Однако, в дальнейшем он посвятил себя специальной теме, паукам, экземпляры которых он получал от немецко-американского арахнолога Джорджа Маркса и других друзей. После ранней смерти Кайзерлинга Маркс подготовил к печати его труд «Die Spinnen Amerikas». Сегодня эта книга представляет антикварную ценность для специалистов, так как в ней присутствуют рисунки, сделанные рукой автора.
Коллекция пауков Кайзерлинга охватывала более 10 000 видов и после его смерти она перешла в Музей естествознания Лондона, после того, как Музей естествознания в Берлине в 1890 году отказался от предложения вдовы Кайзерлинга приобрести коллекцию за 15 000 рейхсмарок.
В честь учёного назван вид пауков-кругопрядов Argiope keyserlingi и вид странствующих пауков Phoneutria keyserlingi.

## Труды
- Закончил книгу Людвига Коха Die Arachniden Australiens (1871—1883).
- Die Spinnen Amerikas (Herausgeber post mortem: George Marx). Bauer & Raspe, Nürnberg 1880—1893, 6 Teile in 4 Bänden.